# Leegmeer

Lage von Leegmeer in Emmerich am Rhein

Leegmeer ist seit der Eingemeindung im Jahre 1903 ein Ortsteil der Stadt Emmerich am Rhein in Nordrhein-Westfalen. Leegmeer liegt nordöstlich der Altstadt. Nördlich von Leegmeer liegt der Ortsteil Speelberg und östlich liegt der Ortsteil Klein-Netterden.
Bis zum Wiener Kongress war Leegmeer niederländisches Territorium. 1816 wurde es Preußen zugeschlagen. Am 1. Dezember 1885 gab es in Leegmeer 24 Wohngebäude mit 82 Einwohnern.
Im Zentrum von Leegmeer liegt die Heilig-Geist-Kirche, ein in den 1960er Jahren errichteter moderner Kirchen-Zentralbau aus Beton, mit einem großen Kreuz aus Schrott und informeller Wandgestaltung. Dieser außergewöhnliche Sakralbau von Dieter Georg Baumewerd, Kreuz und zweigeteilter Altar von Waldemar Kuhn sowie Innenraumgestaltung und ungegenständlicher Kreuzweg von Fred Thieler spiegeln die Modernisierung der katholischen Kirche zu Zeiten des Zweiten Vatikanischen Konzils wider.
Neben der Heilig-Geist-Kirche zählen der städtische Friedhof und der jüdische Friedhof zu den Baudenkmälern in Leegmeer.
In Leegmeer hat auch die Yezidische Kulturgemeinde ihren Sitz und Versammlungssaal.
Die Hauptverwaltung und die Produktionsstätten der Firma Katjes (Süßwaren und Lakritz) befinden sich in Leegmeer.
Im öffentlichen Personennahverkehr (ÖPNV) verbindet der Bürgerbus (10-mal täglich) Leegmeer mit der Innenstadt, soweit genügend Freiwillige als Busfahrer zur Verfügung stehen. Der Betrieb kann jederzeit bis auf Weiteres eingestellt werden, wie z. B. Anfang 2022 geschehen. Dann ist Leegmeer nicht mehr mit öffentlichem Nahverkehr zu erreichen. Seit dem Fahrplanwechsel im Dezember 2012 fährt kein Linienbus mehr über Leegmeer; bis dahin verkehrte die Buslinie 92 im Zweistundentakt.
Es gibt einen katholischen Kindergarten mit fünf Gruppen und eine dreizügige katholische Grundschule.